# Autophila amseli
Autophila amseli là một loài bướm đêm trong họ Erebidae.